# Malpartida de la Serena
Malpartida de la Serena là một đô thị trong tỉnh Badajoz, Extremadura, Tây Ban Nha. Dân số 719 người và diện tích 26 km².